# 오작교 형제들
《오작교 형제들》은 2011년 8월 6일부터 2012년 2월 19일까지 방영된 KBS 2TV 주말 드라마이다.

## 개요
서울 근교 오작교 농장에서 살아가는 '열혈 엄마' 박복자와 '진상 아빠' 황창식 등 황씨 부부와 네 명의 아들들 앞에 갑작스럽게 등장하게 된 백자은의 이야기를 통해 좌충우돌하며 행복을 찾아가는 가족 스토리

## 등장 인물

### 오작교 인물
- 김용림 : 심갑년 역

4형제의 할머니. 아들이 둘 있었으나 둘째 아들이 교통사고로 죽었다. 이 때문에 죽은 둘째아들 황창훈의 일점혈육 태희에 대한 애정이 남다르다.
조영근 : 황정수 역
4형제의 할아버지
- 백일섭 : 황창식 역

4형제의 아버지. 심갑년의 장남.
최정순 : 황공주 역.
4형제의 고모 심갑년의 외며느리
- 김자옥 : 박복자 역

4형제의 어머니. 심갑년의 맏며느리.
신현국 : 신왕자 역
4형제의 고모부 심갑년의 외신서방
- 정웅인 : 황태식 역

첫째, 장남으로서 책임감이 강하지만 무능력하다. 잘난 태범과 태희로 인해 청소년기에 스트레스를 많이 받았다.
금빛 : 오태식 역
태식이 병원과거
- 류수영 : 황태범 역

둘째, 현재 IBC 방송국 기자로 일하고 있으며, 차수영과 결혼한다.
김미국 : 이일봉 역
태범이 사촌형
- 주원 : 황태희 역

셋째. 창식의 동생인 생부가 교통사고로 죽고 생모마저 다른사람과 재혼하여 떠나자 창식과 복자의 셋째 아들로 입양되어 자라왔다. 현재는 동부경찰서 지능범죄수사팀 형사이다.
조민호 : 문가영 역
태희이 친구
- 유이 : 백자은 역

학교에서 국민 여신으로 통하지만 황태희가 쫓는 비리의 주인공을 백자은으로 오인하게 된다.
김방실 : 공방실 역
자은이 사촌언니
- 연우진 : 황태필 역

넷째, 폼생폼사 바람둥이 기질이 다분하지만, 둘째 형수의 이모를 사랑하게 된다.
전현정 : 백광모 역
태필이 여자친구
- 박희건 : 황국수 역

태식의 아들. 태식이 필리핀 유학 당시 사귀었던 안젤리카와의 사이에서 태어나 9년만에 한국으로 오게 된다.
장미 : 이여름 역
국수이 3학년형님
- 김성진 : 황창훈 역

심갑년의 둘째아들. 황태희의 생부.
김예건 : 황동현 역
창훈이 손자
- 출연자 미상 : 오유진 역

심갑년의 둘째며느리. 황태희의 생모.

### 황태식 주변 인물
- 전미선 : 김미숙 역

- 이찬주 : 모하나/황하나 역

### 차수영 주변 인물
- 최정윤 : 차수영 역

차현재의 딸. 현재 방송국으로 일을 했으나, 황태범과 결혼한다.
- 박준금 : 남여경 역

차현재의 아내. 차수영의 모친.
- 김용건 : 차현재 역

차수영의 부친.
- 송선미 : 남여울 역

차수영의 이모. 차현재의 처제. 남여경의 동생.

### 백자은 주변 인물
- 이영하 : 백인호 역 (특별출연)

백자은의 부친.
- 조미령 : 정윤숙 역 (특별출연)

백자은의 세 번째 계모.

### 그 외 인물
- 이동훈 : 서동민 역 - 태희의 동료 형사

- 허태희 : 최현욱 역 - 태범의 IBC 동료 기자

- 김선화 : 오리를 납품하는 여자 역

- 최진호 : 김 실장 역

- 송주연 : IBC 기자 역

- 김완수

- 조은

- 최소은

- 강이한

- 손영순 : 껌 파는 할머니 역

- 윤택 : 택시기사 역

- 정주리 : 태식의 맞선녀 역

- 송승용 : 백인호의 비서

- 강풍

- 이준희 : 형사 역

- 김소영 : 이승리 역 - 이기철의 딸, 자은의 라이벌, 한국대 학생

- 홍지영 : 아라 역 - 한국대 학생

- 이미도 : 남숙 역 - 한국대 학생

- 예서진 : 서진 역

- 박충선 : 동부경찰서 지능범죄수사팀 팀장 역

- 김경희

- 김보라

- 김영희 : 가방매장 직원 역

- 김경진 : 한국대 학생 역

- 위양호 : 범죄자 역

- 권범택 : 홍만식 역 - 백인호의 운전기사

- 고진명 : 경비원 역

- 송귀현 : 서 교수 역

- 김효진 : 진 의원의 부인 역

- 반혜라 : 공인중개사 역
- 이관영 : 택시기사 역

- 박귀순 : 택시기사 역

- 이채은

- 한영수

- 김슬기

- 박용수 : IBC 보도국 부장 역

- 이종래

- 윤주희 : 성예진 역 - 태식의 맞선녀

- 윤지오

- 정시온

- 김선은 : 태필의 친한 형 역

- 이준혁 : 명품 감정하는 남자 역

- 봉은선 : 안영자 역 - 태식과 미숙의 초등학교 동창, 보험설계사

- 송경화

- 강민석

- 정재훈

- 강선미

- 민대식

- 전서영

- 이준희 : IBC 기자 역

- 지성근 : 술취한 남자 역

- 문경민 : 경찰 역

- 최현숙

- 김태영

- 정희나

- 권선영

- 김준홍

- 이혜인 : 대학교 행정실 직원 역

- 이민주

- 리민 : 사채업자 역

- 김진모 : 사채업자 역

- 문영미 : 동네주민 역

- 이의선

- 정현석 : 네파 사업설명회의 진행자 역

- 김예은

- 이지영

- 민병애 : 세탁소 사장 역

- 소희정 : 남여울의 친구 역

- 박수현

- 박창미

- 전성애

- 최승희

- 장문석

- 정동규 : 주례사 역

- 병진

- 김완기

- 최보원

- 이재욱 : 태식의 지인 역

- 김현철 : 김미숙의 맞선남 역

- 오정원 : 공인중개사 역

- 김결 : 면접 보러 온 남자 역

- 장은실

- 한성용

- 김준

- 백애경

- 도율곡

- 천예원

- 김주아

- 박윤민

- 손정만

- 이현걸 : 조폭 역

- 정석원 : 김제하 역 - 굿필름의 프로듀서, 오유진의 아들

- 김혜영

- 박성균 : 태범의 선배 역

- 진영범

- 홍재성 : 구필름의 직원 역

- 김진성

- 공정환 : 공지환 역 - 사회부 부장

- 유순철 : 이만복/이천복 역

- 유하경

- 이승후

- 유겸 : 남우영 역 - 김제하의 비서

- 권정현

- 박건희

- 채송화 : 고시생 역

- 이준우 : 남여울의 전 남편 역

- 공재원

- 이승후

- 서주연

- 신선희 : 공인중개사 역

- 김해인 : 한혜령 역 - 태범의 첫사랑

- 김미준

- 유세례 : 태필을 좋아하는 여자 역

- 윤영목 : UBC의 기자 역

- 유종선

- 주부진 : 엘리베이터에 갖힌 아이의 할머니 역

- 강철성

- 이찬준

- 김준성

- 홍현택

- 양은유

- 서지미

- 김동연

- 김광인 : 의사 역

- 김하민

- 김유안

- 정은숙 : 국수가 밀친 아이의 엄마 역

- 황제하

- 현숙희 : 식당 직원 역

- 김현정 : IBC 직원 역

- 박영지 : 김홍 역 - 김제하의 아버지

- 김기천 : 초등학교 교장 역

- 이진화 : 인력사무소 직원 역

- 김정하

- 송경화 : 산부인과 의사 역

- 금채원

- 강찬양 : 산부인과 간호사 역

- 문지연 : 남여울의 친구 역

- 최성희

- 황효상

- 염정우

- 황석정 : IBC 팀장 역

- 이부영 : 동부경찰서 교통과 형사 역

- 최효현 : 화장실에서 차수영에 대해 뒷담화하는 여자 역

- 차성훈 : 의사 역

- 장광 : 봉만희 역 - 태희의 부친 사건(황창훈 사망사건)을 담당했던 형사

- 안혜경 : IBC 라디오 DJ 역

- 김선녀 : 식당 손님 역

- 손선근

- 이현 : 김미숙의 형부 역

- 정명준 : 의사 역

- 장주연 : 선생님 역

- 박승태 : 홍만식의 어머니 역

- 신창주

- 장대웅

### 특별출연
- 송기윤 : 이기철 역 - 동부경찰서 서장

- 심양홍 : 김미숙이 일하는 식당의 주인 역

- 홍석천 : 레스토랑 사장 역

- 윤주상 : 박인우 국장 역 - IBC 보도국 국장

## 시청률
| 2011년 | 2011년    | 2011년         | 2011년       | 2011년         | 2011년       |
| 회차   | 방송일    | TNMS 시청률    | TNMS 시청률  | AGB 시청률     | AGB 시청률   |
| 회차   | 방송일    | 대한민국(전국) | 서울(수도권) | 대한민국(전국) | 서울(수도권) |
| ------ | --------- | -------------- | ------------ | -------------- | ------------ |
| 제1회  | 8월 6일   | 18.7%          | 19.9%        | 17.2%          | 17.9%        |
| 제2회  | 8월 7일   | 21.2%          | 21.8%        | 20.5%          | 21.2%        |
| 제3회  | 8월 13일  | 16.7%          | 17.2%        | 16.3%          | 16.2%        |
| 제4회  | 8월 14일  | 22.1%          | 23.7%        | 19.7%          | 19.9%        |
| 제5회  | 8월 20일  | 20.4%          | 20.8%        | 19.4%          | 18.3%        |
| 제6회  | 8월 21일  | 25.0%          | 25.3%        | 24.0%          | 23.6%        |
| 제7회  | 8월 27일  | 20.3%          | 21.3%        | 19.8%          | 19.9%        |
| 제8회  | 8월 28일  | 21.7%          | 23.3%        | 21.1%          | 21.1%        |
| 제9회  | 9월 3일   | 17.7%          | 19.1%        | 16.5%          | 16.5%        |
| 제10회 | 9월 4일   | 22.0%          | 22.2%        | 22.8%          | 24.4%        |
| 제11회 | 9월 10일  | 19.4%          | 19.1%        | 19.8%          | 19.6%        |
| 제12회 | 9월 11일  | 20.5%          | 20.3%        | 19.4%          | 19.8%        |
| 제13회 | 9월 17일  | 23.8%          | 23.9%        | 21.6%          | 22.2%        |
| 제14회 | 9월 18일  | 29.1%          | 30.3%        | 26.8%          | 28.0%        |
| 제15회 | 9월 24일  | 23.2%          | 24.1%        | 21.9%          | 22.7%        |
| 제16회 | 9월 25일  | 27.7%          | 30.9%        | 27.8%          | 29.2%        |
| 제17회 | 10월 1일  | 25.5%          | 26.0%        | 23.3%          | 24.1%        |
| 제18회 | 10월 2일  | 28.1%          | 29.9%        | 26.5%          | 26.8%        |
| 제19회 | 10월 8일  | 25.1%          | 25.5%        | 23.8%          | 23.7%        |
| 제20회 | 10월 9일  | 29.9%          | 29.7%        | 29.2%          | 29.7%        |
| 제21회 | 10월 15일 | 26.8%          | 26.0%        | 24.6%          | 24.4%        |
| 제22회 | 10월 16일 | 30.3%          | 31.9%        | 28.9%          | 29.3%        |
| 제23회 | 10월 22일 | 26.1%          | 25.9%        | 25.2%          | 25.3%        |
| 제24회 | 10월 23일 | 30.5%          | 32.1%        | 29.4%          | 30.4%        |
| 제25회 | 10월 29일 | 25.4%          | 27.4%        | 24.6%          | 25.7%        |
| 제26회 | 10월 30일 | 29.9%          | 30.3%        | 28.3%          | 28.7%        |
| 제27회 | 11월 5일  | 27.1%          | 29.5%        | 24.6%          | 25.0%        |
| 제28회 | 11월 6일  | 30.4%          | 31.9%        | 30.7%          | 30.8%        |
| 제29회 | 11월 12일 | 26.2%          | 26.7%        | 23.9%          | 24.5%        |
| 제30회 | 11월 13일 | 32.0%          | 31.5%        | 30.2%          | 30.5%        |
| 제31회 | 11월 19일 | 28.3%          | 28.5%        | 25.9%          | 25.8%        |
| 제32회 | 11월 20일 | 34.1%          | 32.7%        | 30.3%          | 31.4%        |
| 제33회 | 11월 26일 | 27.9%          | 28.6%        | 26.5%          | 26.8%        |
| 제34회 | 11월 27일 | 32.7%          | 32.5%        | 32.6%          | 32.4%        |
| 제35회 | 12월 3일  | 28.2%          | 28.9%        | 24.6%          | 24.5%        |
| 제36회 | 12월 4일  | 32.8%          | 32.6%        | 30.8%          | 31.6%        |
| 제37회 | 12월 10일 | 25.4%          | 29.0%        | 26.0%          | 26.9%        |
| 제38회 | 12월 11일 | 33.7%          | 34.6%        | 32.0%          | 32.6%        |
| 제39회 | 12월 17일 | 29.5%          | 29.5%        | 25.8%          | 25.6%        |
| 제40회 | 12월 18일 | 33.6%          | 33.8%        | 33.3%          | 33.3%        |
| 제41회 | 12월 24일 | 26.3%          | 27.9%        | 24.8%          | 24.7%        |
| 제42회 | 12월 25일 | 31.4%          | 31.9%        | 31.7%          | 32.7%        |
| 제43회 | 12월 31일 | 26.0%          | 26.9%        | 25.7%          | 25.7%        |
| 2012년 |           |                |              |                |              |
| 제44회 | 1월 1일   | 33.0%          | 34.0%        | 32.7%          | 32.7%        |
| 제45회 | 1월 7일   | 28.8%          | 29.3%        | 27.5%          | 27.7%        |
| 제46회 | 1월 8일   | 32.9%          | 34.7%        | 33.3%          | 33.7%        |
| 제47회 | 1월 14일  | 29.1%          | 30.2%        | 28.1%          | 28.1%        |
| 제48회 | 1월 15일  | 33.3%          | 35.2%        | 33.6%          | 33.9%        |
| 제49회 | 1월 21일  | 25.2%          | 26.1%        | 27.0%          | 26.1%        |
| 제50회 | 1월 22일  | 22.9%          | 22.1%        | 25.7%          | 25.9%        |
| 제51회 | 1월 28일  | 27.8%          | 26.2%        | 28.1%          | 29.5%        |
| 제52회 | 1월 29일  | 29.4%          | 28.3%        | 33.0%          | 34.1%        |
| 제53회 | 2월 4일   | 28.3%          | 27.6%        | 29.0%          | 29.6%        |
| 제54회 | 2월 5일   | 33.9%          | 31.9%        | 32.6%          | 32.8%        |
| 제55회 | 2월 11일  | 31.6%          | 32.5%        | 29.4%          | 29.2%        |
| 제56회 | 2월 12일  | 37.5%          | 39.6%        | 34.9%          | 35.9%        |
| 제57회 | 2월 18일  | 32.7%          | 31.9%        | 29.8%          | 30.0%        |
| 제58회 | 2월 19일  | 37.7%          | 36.4%        | 36.3%          | 36.4%        |

## 연장
- 2011년 12월 29일 : 오작교 형제들 방영 분량이 50부작에서 8회 연장되어 58부작으로 변경하였음을 밝혔다.[4][5]

## 수상 경력
- 2011년 KBS 연기대상 장편드라마 부문 우수연기상 김자옥
- 2011년 KBS 연기대상 베스트 커플상 류수영
- 2011년 KBS 연기대상 베스트 커플상 최정윤
- 2011년 KBS 연기대상 남자 신인상 주원
- 2011년 KBS 연기대상 여자 신인상 유이
- 2011년 KBS 연기대상 남자 조연상 정웅인
- 2011년 KBS 연기대상 남자 아역상 박희건
- 2011년 KBS 연기대상 작가상 이정선
- 2012년 백상예술대상 TV부문 남자 신인상 주원
- 2012년 백상예술대상 TV부문 여자 신인상 유이

## OST
- 오작교 형제들 OST Part.1 김경록 - 사랑해 사랑해
- 오작교 형제들 OST Part.2 장희영 - 바라봐요
- 오작교 형제들 OST Part.3 정희주 - 너일지도 몰라
- 오작교 형제들 OST Part.4 박상민 - 못난이
- 오작교 형제들 OST Part.5 픽스 - 가슴아
- 오작교 형제들 OST 김그림 - 정말 바보야

## 참고 사항
- 드라마에서 커플로 나오는 주원과 유이는 성균관대학교 연기예술학과 1년 선후배 관계이다.[6][7]
- 어머니 박복자 역의 캐스팅 문제로 골머리를 썩였고 난항 끝에 해당 배역은 시작 3주 전에야 김자옥으로 낙점됐다.[8]
- 박복자 역에는 원래 김영애가 물망에 올랐으나 법정공방뿐 아니라[9] MBC 미니시리즈 <, 해를 품은 달> 캐스팅으로[10] 고사했다.
- 과도한 욕설 사용과 스마트폰 간접광고를 이유로 방송통신심의위원회가 시청자에 대한 사과를 명령하자 KBS 드라마 제작국 측에서는 집행정지 신청을 하면서 재심청구를 하자 동 제재 수위를 낮춘 것에 대하여 "과도한 심의, 부실심의로 공신력 문제”라는 논란이 있다.[11][12][13]

## 경쟁 프로그램
- 반짝반짝 빛나는
- 천 번의 입맞춤
- 무신 (이상 MBC)
- 내사랑 내곁에
- 내일이 오면 (이상 SBS)